# 斯武普察
斯武普察是波蘭的城鎮，位於該國中部，由大波蘭省負責管轄，始建於十三世紀，面積10.31平方公里，最高點海拔高度96米，2006年人口14,363。第二次世界大戰期間，納粹德國在1939至1945年期間佔領該鎮。

## 外部連結
- Official town webpage （页面存档备份，存于）

52°17′20″N 17°52′20″E / 52.28889°N 17.87222°E